# Jonas Charisius
Jonas Charisius, född 1571, död 1619, var en dansk diplomat. Jonas Charisius var far till Peder Charisius.
Charisius var från 1598 sekreterare i kansliet och så småningom kungligt råd, och användes av Kristian IV i en rad beskickningar, bland annat till England 1600, 1602, 1612 och 1618–19. Han var särskilt inom handelns område en auktoritet och hade stora framgångar som diplomat.